# سانت‌آندرا فریوس
سانت‌آندرا فریوس (به ایتالیایی: Sant'Andrea Frius) یک کومونه در ایتالیا است که در استان کالیاری واقع شده‌است. سانت‌آندرا فریوس ۳۶٫۵ کیلومتر مربع مساحت و ۱٬۸۳۶ نفر جمعیت دارد و ۲۸۰ متر بالاتر از سطح دریا واقع شده‌است.